# Torre Vella d'Ababuj
La Torre Vella és una torre defensiva situada al municipi turolenc d'Ababuj (Espanya). Va ser declarada Bé d'Interés Cultural el 17 d'abril de 2006. La torre, de planta quadrada, amb sis metres de costat i uns 15 d'altura, es troba al costat de l'ermita de Santa Bàrbara. Rep el seu nom per diferenciar-la de la torre campanar de l'església de Santa Ana, coneguda com a Torre Nova.